# Signature spectrale
Pour les articles homonymes, voir Signature (homonymie).

Signature spectrale (absorption) de différents composés de l'atmosphère terrestre dans le domaine spectral visible.

La signature spectrale d'une particule ou d'un objet est l'émission ou l'absorption de rayonnements électromagnétiques à des longueurs d'onde qui sont caractéristiques de cette particule ou de cet objet.
Dans le domaine militaire, principalement dans l'aéronautique militaire, les constructeurs s'attachent à concevoir des appareils dont la signature spectrale est la plus neutre possible, afin qu'ils ne puissent être identifiés à l'aide des méthodes d'analyse spectrale standard, comme avec des spectroradiomètres infrarouges ou des imageurs spectraux.[réf. souhaitée]
En télédétection infrarouge, les images de la Terre prises à partir d'un satellite ou d'un avion sont analysées en se référant à une bibliothèque de signatures spectrales des différents végétaux et minéraux. Chaque type de plantes ou d'arbres possède une signature spectrale unique qui dépend de sa croissance, mais aussi des conditions et contraintes environnementales (humidité, température, etc.). L'analyse des images satellitaires permet par exemple de déterminer avec une bonne précision le rendement attendu des récoltes. Ainsi, pendant la guerre froide, les États-Unis avaient une relativement bonne connaissance de la récolte de blé et de maïs de l'Union soviétique avant celle-ci.[réf. souhaitée]